# Penmarch
Penmarch település Franciaországban, Finistère megyében. Lakosainak száma 5320 fő (2022. január 1.). Penmarch Guilvinec és Plomeur községekkel határos.

## Népesség
A település népességének változása:
| Lakosok száma | 7320 | 6463 | 6272 | 5691 | 5401 | 5457 | 5247 | 5149 | 5139 | 5320 |
|               | 1968 | 1982 | 1990 | 2006 | 2013 | 2015 | 2017 | 2019 | 2020 | 2022 |